# Proteste contro la guerra a Belgrado del 1991-1992

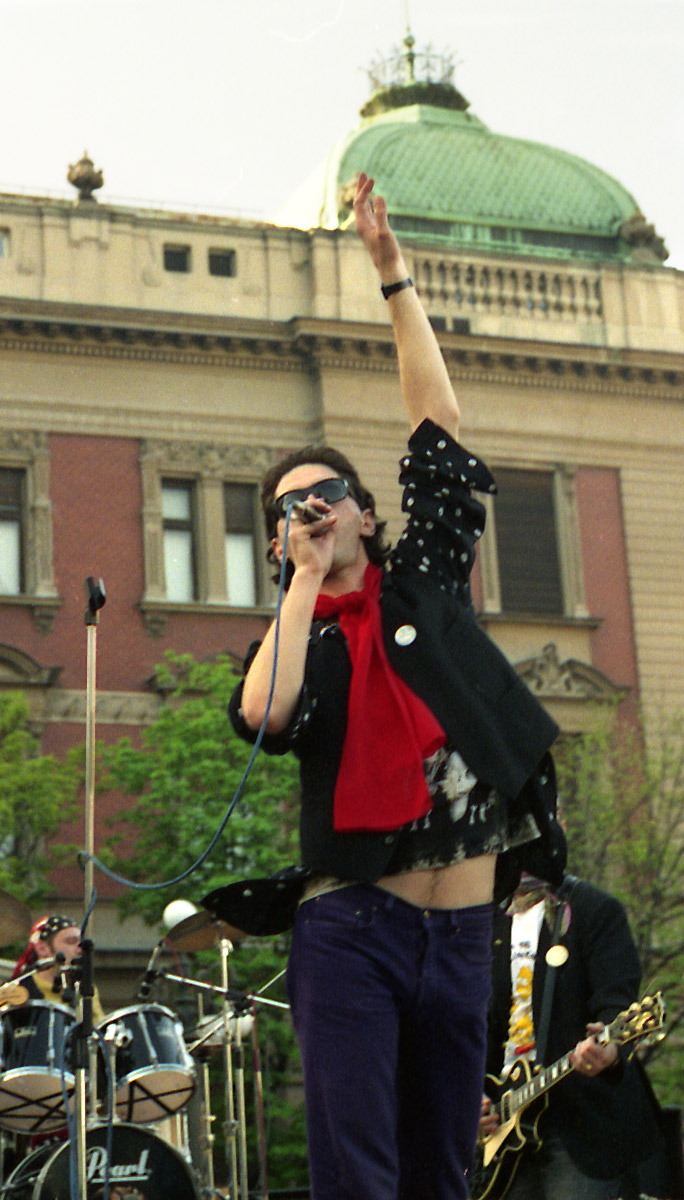
Srđan Gojković degli Električni Orgazam si esibisce come parte di Rimtutituki durante le proteste contro la guerra a Belgrado nel 1992

In seguito all'ascesa del nazionalismo e delle tensioni politiche, nonché allo scoppio delle guerre jugoslave, in Serbia si svilupparono numerosi movimenti di protesta contro la guerra. Le proteste di massa del 1991 contro il regime di Slobodan Milošević, che sono continuate durante le guerre, hanno rafforzato l'orientamento contro la guerra dei giovani. Le manifestazioni a Belgrado si sono svolte principalmente a causa dell'opposizione alla battaglia di Vukovar, all'assedio di Dubrovnik e all'assedio di Sarajevo, mentre i manifestanti hanno chiesto il referendum su una dichiarazione di guerra e l'interruzione della coscrizione militare.
Più di 50.000 persone hanno partecipato a molte proteste e più di 150.000 persone hanno preso parte alla più grande protesta, detta "La marcia del nastro nero" in solidarietà con le persone a Sarajevo. Si stima che tra le 50.000 e le 200.000 persone abbiano disertato l'esercito popolare jugoslavo, mentre tra le 100.000 e le 150.000 persone emigrarono dalla Serbia rifiutando di partecipare alla guerra.
Secondo il professor Renaud De la Brosse, docente presso l'Università di Reims e testimone presso il Tribunale penale internazionale per l'ex Jugoslavia (ICTY), è sorprendente quanto sia stata grande la resistenza alla propaganda di Milošević tra i serbi, data anche la mancanza di accesso a notizie alternative. Un mese dopo la battaglia di Vukovar, i sondaggi di opinione hanno riportato che il 64% della popolazione serba voleva porre immediatamente fine alla guerra e solo il 27% era disposto a continuare. La politologa Orli Fridman ha sostenuto che non sia stata prestata sufficiente attenzione all'attivismo contro la guerra tra gli studiosi che studiavano la dissoluzione della Jugoslavia, e che i media indipendenti e i gruppi contro la guerra dalla Serbia non abbiano attirato l'attenzione internazionale.

## I principali partecipanti
Le associazioni e le ONG principali che hanno segnato le idee e i movimenti contro la guerra in Serbia sono stati il Center for Antiwar Action, Donne in nero, Humanitarian Law Center e Belgrade Circle.
Il Rimtutituki è stato un supergruppo rock composto da membri di Ekatarina Velika, Električni Orgazam e Partibrejkers, che si formò alla petizione contro la mobilitazione a Belgrado. La band organizzò un concerto in Piazza della Repubblica e suonarono anche canzoni contro la guerra in un camion aperto mentre circolavano nelle strade di Belgrado.
Il politico più importante che ha sostenuto le proteste è stato Ivan Stambolić. Il Partito democratico, il Partito Popolare dei Contadini, il Partito Liberale Serbo e il Partito riformista della Serbia hanno preso parte alla" Marcia del nastro nero".
Il famoso architetto Bogdan Bogdanović fu uno dei più importanti dissidenti contro la guerra. I cittadini di Belgrado che protestarono contro l'assedio di Dubrovnik furono raggiunti da artisti, compositori e attori di spicco come Mirjana Karanović e Rade Šerbedžija, che cantarono insieme "Neću protiv druga svog" ("Non posso andare contro il mio amico").
I media indipendenti in Serbia hanno riferito di molte attività contro la guerra, in contrasto con la propaganda di Milošević, che mirava a rilanciare i sentimenti etnazionali e a mobilitare le persone. Un ruolo importante nella copertura mediatica è stato svolto dai media elettronici indipendenti come B92 e Studio B.
Una delle scene più famose durante le proteste contro la guerra fu un carro armato parcheggiato di fronte al Palazzo dell'Assemblea nazionale dal soldato Vladimir Živković di ritorno dal campo di battaglia a Vukovar.